# Agnès Rouzier

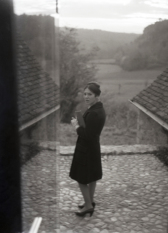
Agnès Rouzier, ca. 1967

Agnès Rouzier, née Odile Jeanne Agnès Kirmann le 9 janvier 1936 à Paris et morte le 15 octobre 1981 à Goursac, commune de Saint-Cybranet, est une écrivaine française. Elle était la fille du physicien Fernand Holweck et de Marie-Agnès Kirmann. Antoine de Saint-Exupéry était son parrain.

## Biographie
Son père est arrêté en 1941 par la Gestapo et il meurt sous la torture. Sa mère est déportée et meurt au camp de concentration de Ravensbruck en 1944 . Elle est ensuite élevée par sa marraine. D'autres détails concernant sa jeunesse manquent.
Elle se marie avec l'architecte d'intérieur Pierre Rouzier (1934-1996). Le couple habite dans le petit village de Turnac en Dordogne. Ils s'occupent de la restauration et de la vente de vieilles maisons. Ils s'associent avec l'entrepreneur Bernard Benson
À partir de 1964 Agnès Rouzier commence à écrire. Son premier roman Hélène devait être publié chez Gallimard, dans la collection « Le Chemin ». Le texte de son deuxième roman Le Prince russe est perdu . Entre 1964 et 1969, correspondance (environ 300 lettres) avec un jeune Allemand. Son troisième texte Non, rien est publié en 1974 chez Seghers/Laffont dans la collection « Change ». Plusieurs articles paraissent dans la revue Change. Lettres à un écrivain mort est publié en 1981 dans Furor, un périodique suisse. Ce sont des réponses fictives à des lettres de Rainer Maria Rilke.
Le Fait même d'écrire est publié à titre posthume en 1985 ; c'est une collection des toutes ses textes littéraires, complétées par des notes de journal.
En 2015, nouvelle édition de Non, rien chez BRÛLEPOURPOINT à Paris, avec une préface de Jean-Pierre Faye. Initié par cette réédition, le Cahier critique de poésie sort un dossier Agnès Rouzier (no 31) en mars 2016.

## Réception
"Je peux vous dire la violence extrême de votre écriture; la syntaxe, parfois mallarméenne, est au service de cette violence. Vous faites de l'écriture une sorte de moyen de connaissance. Vous n'écrivez pas sur la sexualité, vous écrivez sexuellement." (Gilles Deleuze)
"Peut-être faut-il disparaître en quelque sorte pour rentrer en rapport avec ce texte". (Maurice Blanchot)
"...l'extrême exigence d'un poète pour qui la vie n'est possible que dans une écriture intense, amoureuse. Ces ultimes écrits tendend vers une paix : 'Il faudra qu'un point (de paix) s'établisse. Cette paix. La paix en sorte." (Christian Descamps)

## Œuvres
- Non, rien, Paris, Éditions Seghers/Laffont, collection Change, 1974
- « Sur Kafka », dans L'imprononçable, l'écriture nomade, Change no 22, février 1975, p. 26-40
- « À haute voix » dans La machine à conter, Change no 38, novembre 1979, p. 71-77
- « Maurice Blanchot, le fait même d’écrire », dans La machine à conter, Change no 38, novembre 1979, p. 78-102
- Lettres à un écrivain mort, Lausanne, 1981, Furor no 4, p. 53-74
- Le Fait même d'écrire, Paris, Éditions Seghers/Laffont, collection Change, 1985

Rééditions:
- Non, rien, Paris, BRÛLEPOURPOINT, 2015
- Dire, encore, Paris, BRÛLEPOURPOINT, 2016. Cette édition reproduit quelques textes de Le Fait même d'écrire

## Correspondance
- Lettres à un Jeune Allemand, Saarbrücken, AQ-Verlag, 2018, 2e éd. corrigée et augmentée 2020 [13]. Cette collection comprend 266 lettres écrites entre 1964 et 1969 et une partie du roman inédit Hélène.

## Traductions
- Non, rien (extrait), dans Paul Buck (éd.) Curtains, le prochain step, Hebden Bridge, Royaume-Uni, 1976[14].
- Non, rien (extrait), dans Paul Buck, (éd). Violent silence : Celebrating Georges Bataille, London (?), 1984, p. 79-82
- Non, rien (extrait), dans Stacy Doris et. al. (éds), Violence of the White Page, Contemporary French Poetry, Tyuonyi 9/10, 1991, p. 139-141, traduction par Chet Wiener[15]
- Non, rien (extrait), in: Cydney Chadwick (éd.), AVEC 8, 1994
- Letters to a Dead Writer, (Lettres à un écrivain mort), (extrait), dans : Norma Cole (éd.): Crosscut Universe, Writing on Writing from France, Providence, RI, Burning Deck, 2000 p. 138-143[16]
- Letters to a Dead Writer, (Lettres à un écrivain mort), (extrait), in: Lindsay Hill & Paul Naylo (Eds.) Facture, A Journal of Poetry and Poetics, Nr. 3, Cedar Ridge (CA), 2002, p. S. 36-41

Les Lettres à un écrivain mort existent dans deux traductions allemandes différentes:
- Briefe an einen toten Dichter, (Lettres à un écrivain mort), Saarbrücken, AQ-Verlag, 2017 [17]
- Mein lieber Rilke, (Lettres à un écrivain mort), Tübingen, Stauffenburg Verlag, 2017
- Nein, nichts, (Non, rien), Saarbrücken, AQ-Verlag, 2018 [18]
- Tagebuch I & II, (Journal), Saarbrücken, AQ-Verlag, 2019